# エレファント (アルバム)
『エレファント』（Elephant）は、アメリカ合衆国のロック・バンド、ザ・ホワイト・ストライプスが2003年に発表した4作目のスタジオ・アルバム。日本で先行発売された。

## 背景
本作は「The death of the sweetheart」に捧げられた内容である。レコーディングはロンドンで行われ、ジャック・ホワイトによれば4 - 5曲はイギリスで書かれた曲だという。大部分の曲はToe Rag Studiosにおいて2週間でレコーディングされ、8トラックのオープンリールに録音されて、1963年以降の機材は全く使用されなかった。ジャックはそのことに関して、2003年3月のインタビューで「コンピュータに関わることは過剰さに関わることで、特に、プログラムを使ってドラムビートを完璧にしたりボーカル・メロディの音程を合わせるのは真実からほど遠い」と語っている。
ジャケット・デザインのレイアウトは、ヘッドコーツのブルース・ブランドが担当した。
先行発売された日本盤CDには、シングルのカップリング曲2曲がボーナス・トラックとして収録された。「グッド・トゥ・ミー」は、後にジャック・ホワイトと共にザ・ラカンターズを結成するブレンダン・ベンソンが2002年に発表した曲のカヴァー。

## 反響・評価
本作はセールス的に大きな成功を収めた。アメリカではBillboard 200で最高6位に達して初のトップ10入りを果たし、2003年9月にはRIAAによってプラチナ・ディスクに認定された。グラミー賞では本作が最優秀オルタナティヴ・ミュージック・アルバム賞を受賞し、また、ジャック・ホワイトは「セヴン・ネイション・アーミー」によって最優秀ロック・ソング賞を受賞した。全英アルバムチャートでは初の1位獲得を果たす。オーストラリアでは初登場4位となり、2003年の年間アルバム・チャートでは45位を記録した。
本作は多くのメディアによって高く評価された。『NME』誌が選出した「2003年のベスト・アルバム50」では1位。『ローリング・ストーン』誌が2003年に選出したオールタイム・グレイテスト・アルバム500では390位にランク・インし、同誌が2011年に選出した「2000年代のベスト・アルバム100」では5位。

## 収録曲
特記なき楽曲はジャック・ホワイト作。
1. セヴン・ネイション・アーミー "Seven Nation Army" – 3:51
2. ブラック・マス "Black Math" – 3:03
3. ゼア・イズ・ノー・ホーム・フォー・ユー・ヒア "There's No Home for You Here" – 3:43
4. アイ・ジャスト・ドント・ノウ・ホワット・トゥ・ドゥ・ウィズ・マイセルフ "I Just Don't Know What to Do with Myself" (Burt Bacharach, Hal David) – 2:46
5. イン・ザ・コールド、コールド・ナイト "In the Cold, Cold Night" – 2:58
6. アイ・ウォント・トゥ・ビー・ザ・ボーイ "I Want to Be the Boy to Warm Your Mother's Heart" – 3:20
7. ユー・ハヴ・ガット・ハー・イン・ユア・ポケット "You've Got Her in Your Pocket" – 3:39
8. ボール・アンド・ビスケット "Ball and Biscuit" – 7:19
9. ザ・ハーデスト・ボタン・トゥ・ボタン "The Hardest Button to Button" – 3:32
10. リトル・アコーンズ "Little Acorns" (Mort Crim, Jack White) – 4:09
11. ヒプノタイズ "Hypnotize" – 1:48
12. エアー・ニア・マイ・フィンガーズ "The Air Near My Fingers" – 3:40
13. ガール,ユー・ハヴ・ノー・フェイス・イン・メディシン "Girl, You Have No Faith in Medicine" – 3:17
14. ウェル・イッツ・トゥルー・ザット・ウィ・ラヴ・ワン・アナザー "Well It's True That We Love One Another" – 2:42

### 日本盤ボーナス・トラック
約1分の無音状態の後に収録。
1. フーズ・トゥ・セイ "Who's to Say" (Dan John Miller) – 4:36
2. グッド・トゥ・ミー "Good to Me" (Brendan Benson, Jason Falkner) – 2:06

## 参加ミュージシャン
- ジャック・ホワイト - ボーカル、ギター、ピアノ
- メグ・ホワイト - ドラムス、ボーカル

アディショナル・ミュージシャン
- モート・クリム - スポークン・ワード(#10)
- ホリー・ゴライトリー - ボーカル(#14)